# تسلا جرومان للتحكم الآلي
تيسلا جرومان للتحكم الآلي (والتي عرفت سابقا باسم جرومان الهندسية) شركة هندسة ألمانية مقرها بروم في ولاية راينلاند بالاتينات. تدير الشركة العديد من المراكز الهندسية في نويتراوبلينغ، بالإضافة إلي مكاتب دعم في تشاندلر وأريزونا وشانغهاي. تم تأسيس الشركة في عام 1963 من قبل كلاوس جرومان واستحوذت عليها شركة تيسلا موتورز في يناير 2017.
تنتج الشركة المعالجات الدقيقة، ورقائق الذاكرة، وأجهزة الاستشعار، والوسائد الهوائية، ووحدات التحكم لأنظمة الطاقة بالإضافة إلى أنظمة أختام الأبواب وخلايا بطارية الليثيوم أيون. بالإضافة إلى الروبوتات والمنتجات اللازمة لمصنع جيجا 1.
تعمل الشركة عن كثب مع الجامعات في إطار دراسات المسار المزدوج ما بين للهندسة الميكانيكية والتحكم الآلي. بالإضافة إلى ذلك، تقدم خدمات التدريب في مجال تصميم المنتجات التقنية، والميكانيكية الصناعية، وماكينات التحكم الرقمي باستخدام الحاسوب، وتكنولوجيا البناء، وتكنولوجيا المعلومات، والميكاترونيك، والتكنولوجيا الإلكترونية الصناعية.

## التاريخ
في عام 1963، تأسست شركة جرومان الهندسة علي يد كلاوس جرومان. في نوفمبر 2016، وافق مجلس إدارة الشركة، بما في ذلك ديوتسش بيتيليغونغز أغ (والتي كانت تمتلك ما يقرب من 25% من أسهم الشركة) على بيع الأسهم لشركة السيارات الأمريكية تيسلا موتورز. بلغ عدد موظفي الشركة في ذلك ما يقرب من 700 موظف، تم إنهاء الصفقة في 3 يناير 2017 وصل فيها عدد الموظفي في ذلك الوقت إلى 800 موظف.
في أبريل 2017، غادر المؤسس كلاوس جرومان الشركة بسبب خلاف مع الرئيس التنفيذي لشركة تيسلا إيلون ماسك. طلب ماسك من الشركة إيقاف الإنتاج للمنافسين، مثل بي إم دبليو ودايملر ايه جي، للتركيز على الموديل الثالث.
من خلال وقف العلاقات التجارية مع جميع العملاء باستثناء تيسلا موتورز، كان اتحاد الشركة مهتمًا بمستويات الأجور وبالوظائف على المدى الطويل في حالة لم تحقق السيارات الكهربائية النجاح المتوقع. عرضت تيسلا على الموظفي 150 يورو شهريا، وأسهم بقيمه 10,000 مع دفع تعويضات على مدار السنوات الأربع التالية، مع 1000 يورو نقدي. في أكتوبر 2017، وافقت الشركة مع ممثلي النقابات على هيكل الأجور التنافسية. وفقًا لرئيس مجلس الأعمال، فإن الأجر المستقبلي كان على مستوى الاتفاق الجماعي الساري في الصناعة.

## وصلات خارجية
- تيسلا جرومان للتحكم الآلي- الموقع الرسمي.